# Évricourt
Évricourt település Franciaországban, Oise megyében. Lakosainak száma 217 fő (2022. január 1.). Évricourt Cannectancourt, Cuy, Suzoy, Thiescourt és Ville községekkel határos.

## Népesség
A település népességének változása:
| Lakosok száma | 205  | 216  | 222  | 224  | 225  | 227  | 233  | 224  | 217  |
|               | 2013 | 2015 | 2016 | 2017 | 2018 | 2019 | 2020 | 2021 | 2022 |